# جان گریفین کارلیسل
جان گریفین کارلیسل (به انگلیسی: John Griffin Carlisle) سناتور سابق عضو حزب دموکرات ایالات متحده آمریکا بود. وی در سال ۱۸۹۰ تا ۱۸۹۳ میلادی سناتور ایالت کنتاکی در سنای ایالات متحده آمریکا بود.